# Église Saint-Martin de Gallargues-le-Montueux
L'église Saint-Martin de Gallargues-le-Montueux est une église située à Gallargues-le-Montueux dans le département français du Gard, en région Occitanie.

## Historique
L'église est inscrite au titre des monuments historiques, depuis le 19 juin 1986.
De nombreux objets sont référencés dans la base Palissy (voir les notices liées).

## Église actuelle

### Le clocher
Photos et vidéos de la réparation du clocher en octobre 2016